# Yechiva de Grodno
La Yechivo de Grodno ou Yechiva Shaar HaTorah – Grodna est une yechiva établie, durant la Première Guerre mondiale. soit en 1914 ou soit en 1916, à Grodno (Hrodna), dans l'Empire russe, aujourd'hui en Biélorussie. Le rabbin Shimon Shkop en est le rosh yeshiva en 1920.

## Histoire
La Yechiva de Grodno, est fondée en 1914 ou en 1916. 
Les étudiants sont des étudiants de yechiva déplacés par la Première Guerre mondiale. Le rabbin Refael Alter Shmuelevitz, père du rabbin Chaim Leib Shmuelevitz devient le Rosh Yeshiva. Il meurt subitement en 1919 ou 1920.
En 1920, le rabbin Shimon Shkop devient le nouveau rosh yeshiva, avec le soutien du rabbin Yosef Shlomo Kahaneman, du Hofetz Haïm et du rabbin Chaim Ozer Grodzinski.
Environ 200 étudiants étudient à la yechiva.
La yechiva ferme ses portes en 1939 avec l'invasion soviétique de la Pologne. Les étudiants se réfugient à Vilnius. En mauvaise santé, le rabbin Shimon Shkop reste à Grodno, où il meurt peu après, le 22 octobre 1939.
Après la Seconde Guerre mondiale, en 1974, une Yechiva portant le même nom, Yechiva Shaar HaTorah, ouvre ses portes à Queens, New York, sous la direction du rabbin Zelig Epstein. Le rabbin Yosef Shlomo Kahaneman fonde également une yechiva à Ashdod en Israël, mais liée à la yechiva de Ponevezh.